# La Alberguería de Argañán
La Alberguería de Argañán é um município raiano da Espanha na província de Salamanca, comunidade autónoma de Castela e Leão, de área  km² com população de 170 habitantes (2007) e densidade populacional de 6,13 hab/km².

## Demografia
| Variação demográfica do município entre 1991 e 2004 | Variação demográfica do município entre 1991 e 2004 | Variação demográfica do município entre 1991 e 2004 | Variação demográfica do município entre 1991 e 2004 |
| --------------------------------------------------- | --------------------------------------------------- | --------------------------------------------------- | --------------------------------------------------- |
| 1991                                                | 1996                                                | 2001                                                | 2004                                                |
| 212                                                 | 208                                                 | 181                                                 | 184                                                 |